# Холмогой
Холмогой — село в Заларинском районе Иркутской области России. Административный центр Холмогойского муниципального образования.

## География
Село находится на расстоянии примерно 15 км к юго-западу от рабочего посёлка Залари, административного центра района.

## Население
| 2002 | 2010 | 2011 | 2012 |
| ---- | ---- | ---- | ---- |
| 801  | ↘673 | ↘672 | ↗691 |

### Гендерный состав
По данным Всероссийской переписи, в 2010 году в селе проживали 673 человека (321 мужчина и 352 женщины).